# 短臂爪齿潜鱼
短臂爪齿潜鱼（学名：Onuxodon parvibrachium），又名牡蠣隱魚，为潜鱼科爪齿潜鱼属的鱼类。分布于菲律宾民都洛岛到南太平洋裴洛群岛、印度洋塞舌尔群岛、阿尔达布拉群岛等海区以及台湾附近暖水区等，属于寄生在大海参等膜腔内的鱼类。该物种的模式产地在Suva湾。